# فرزدق

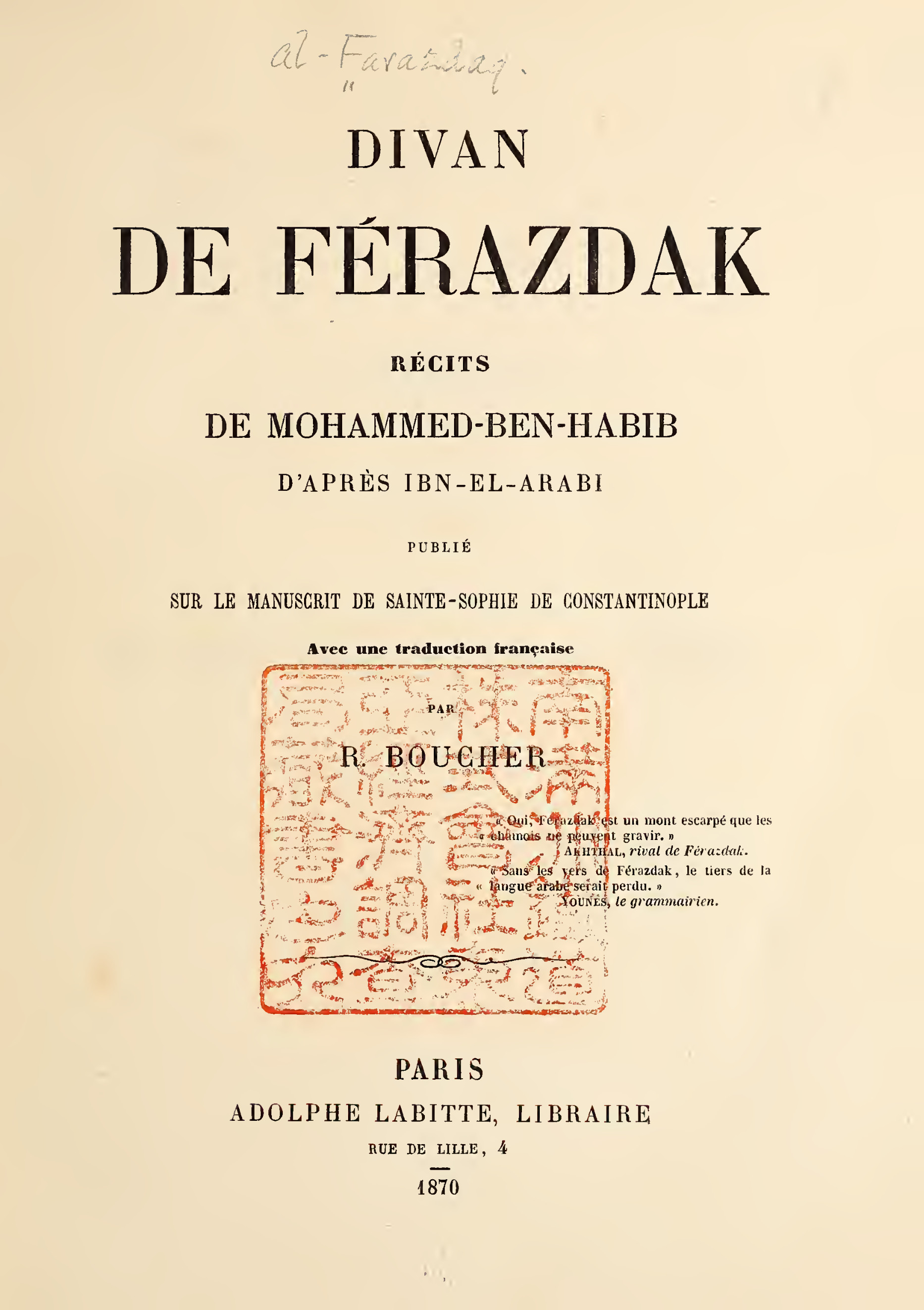
ترجمه فرانسوی از دیوان فرزدق

فَرَزْدَق(زادهٔ ۳۸ ه./۶۵۸م بصره - درگذشتهٔ ۱۱۰ ه./۷۲۸م بصره) از شاعران برجسته و سرشناس عرب‌زبان دورهٔ آغاز اسلام و سدهٔ یکم هجری است.
نام کامل او هَمّام بن غالب بن صّعصّعةّ الدّارِمی التَّمیمی ملقب یه ابوفِراس است و لقب اصلی او یعنی فرزدق عربی‌شدهٔ واژهٔ فارسی پَرازدَه به معنای قرص ضخیم نان و خمیر است. این لقب را به خاطر درشتی چهره و ترش‌رویی به او داده‌بودند.
فرزدق شاعر رسمی ولید بن عبدالملک خلیفه اموی بود و شماری از چامه‌های ستایشی را به او پیشکش کرده‌است.
فرزدق از اشراف بود و اجازه داشت در پیشگاه خلیفه بنشیند.
شعر فرزدق به آکندگی عبارات از معانی و گوناگونی ترکیب‌ها معروف است و دستورنویسان، سروده‌های بسیاری از او را در نوشته‌های خود به عنوان گواه برای واژه‌ها و کاربردها آورده‌اند.
نامورترین سرودهٔ او شعری است که در مکه و در هنگام ورود علی بن الحسین زین‌العابدین، امام چهارم شیعه به حرم کعبه سرود. این شعر باعث خشم امیر هشام بن عبدالملک و زندانی شدن فرزدق شد. فرزدق در زندان قصیده‌ای در نکوهش هِشام سرود. جامی، سرایندهٔ پارسی‌گوی این قصیده را ترجمه کرده و در دفتر یکم سلسلةالذهب آورده‌است.